# Debbi (zpěvačka)
Debbi, vlastním jménem Deborah Pchálková (rozená Kahl) (* 12. května 1993 Dortmund) je česká zpěvačka česko-německého původu. Poprvé se výrazněji prosadila v soutěži Česko Slovenská SuperStar v roce 2009, ve které postoupila do semifinále. O rok později vydala svůj průlomový hit Touch The Sun, který jí vynesl Cenu Anděl v kategorii Skladba roku. Za rok 2017 obdržela stejnou cenu v kategorii Sólová interpretka roku zásluhou alba Break.

## Biografie

### Dětství v Německu
Narodila se české emigrantce a německému otci v Dortmundu. Když jí bylo deset let, s rodinou se přestěhovala do České republiky. Původně to bylo za prací, její rodiče plánovali v Česku setrvat dva roky, nakonec zde ale zůstali natrvalo. Jejími hudebními vzory byly v dětství například Britney Spears nebo Spice Girls, později obdivovala Lauryn Hill či Aliciu Keys.

### Semifinále SuperStar
V šestnácti letech se zúčastnila televizní pěvecké soutěže České Slovenská SuperStar, kam se přihlásila po prohrané sázce s kamarádem. Postoupila v ní do semifinále, kde zazpívala píseň I Try od Macy Gray. Odborná porota její vystoupení ohodnotila kladně, na základě hlasování televizních diváků však do dalšího kola nepostoupila.

### Průlom s hitem Touch The Sun
Její vystoupení v SuperStar zahlédl v televizi producent Martin Ledvina, který předtím produkoval desky například Anetě Langerové, Lence Dusilové nebo Markovi Ztracenému. Zpěvačku oslovil ke spolupráci a začali spolu připravovat písně na její debutové album.
Managerem Debbi se stal hledač talentů Martin Červinka, zároveň podepsala nahrávací smlouvu u společnosti Sony Music. S Červinkou později přešla k jeho vlastnímu vydavatelství SinglTon.
První singl vydala v roce 2010 pod názvem Možná se mi zdáš. Hostoval v něm americký rapper Hypno. Píseň záhy pronikla do rádiového éteru, kde se v jednu chvíli stala druhou nejhranější domácí skladbou. Přesto se pro zpěvačku na dlouhou dobu jednalo o poslední česky zpívaný singl, v další tvorbě upřednostnila angličtinu. V ní se prý cítí pěvecky jistěji.
Ještě větší úspěch měla skladba Touch The Sun, kterou si do reklamy vybral výrobce alkoholického nápoje. Debbi s ní v rádiích devatenáctkrát zvítězila v hitparádě hranosti Top 50 CZ/SK. Song evokující pohodovou letní náladu ocenila také Akademie populární hudby. V odborných Cenách Anděl za rok 2010 jí udělila sošku pro Skladbu roku.

### První deska Touch The Sun
Podle ústředního hitu byla pojmenována zpěvaččina první deska, která vyšla v dubnu 2011, tedy ještě o měsíc dříve, než Debbi dosáhla plnoletosti.  Hned po vydání se podle oficiálního českého žebříčku IFPI stala nejprodávanější deskou v  České republice. Hudební veřejností byla rovněž přijata vřele. Kritici ocenili především nezaměnitelně zabarvený hlas Debbi a pestrost repertoáru. Na albu se objevily dvě písně zpívané česky, jedna německy a ostatní skladby v angličtině. Autorsky přispěla také slovenská zpěvačka Jana Kirschner.
Vedle Touch The Sun se dalším úspěšným singlem z alba stala skladba La La. Ta byla nejhranější domácí písní v rádiích po dobu osmi týdnů. V jednu chvílí dokonce Debbi se songy Touch The Sun a La La držela první i druhé místo žebříčku Top 50 CZ/SK zároveň.

### Duety s Lipem a druhé album
Další hit následoval v roce 2012, kdy vyšel zpěvaččin duet s rapperem Lipem Ležím v tvé blízkosti. Ten si nejprve vedl mimořádně dobře především na internetu, kde videoklip rychle překonal hranici milionu přehrání. V rádiích Debbi opět zajistil pozici nejhranější domácí skladby. V srpnu 2019 má videoklip na serveru YouTube už dvanáct milionů přehrání.
Druhé album Love, Logic & Will vyšlo v roce 2013. Opět vzešlo ze spolupráce s producentem Martinem Ledvinou, autorsky se na něm podíleli například Ivan Kral nebo znovu Jana Kirschner. Jako první singl byla vybrána balada You Take Me There. Debbi v ní ukázala pro mnohé novou polohu svého hlasu. V rozhovorech ke své druhé řadové desce se nechala slyšet, že oproti prvotině se chce zaměřit na větší aranžérskou propracovanost písní a ubrat na jednoduchých popěvcích. Album získalo pozitivní recenze a v úvodním týdnu prodeje se dostalo do první desítky nejžádanějších desek u nás. Debbi za něj obdržela nominaci na Cenu Anděl v kategorii Zpěvačka roku.
Na sklonku roku 2013 vyšlo koncertní album G2 Acoustic Stage, nazvané podle stejnojmenného projektu hudební televize Óčko. Jednalo se o záznam koncertu z pražského klubu Retro Music Hall, kde Debbi vystoupila akusticky s kapelou. Jejími hosty byli Lipo nebo zpěvaččina sestra Jacqueline Kahl. Vedle písní z jejích dvou studiových alb zazněly také předělávky hitů Rihanny nebo CeeLo Greena.
V lednu 2016 byl zveřejněn druhý duet Debbi a rappera Lipa, nazvaný Štěstí. Setkal se s úspěchem v rádiích i na internetu.

### Třetí deska Break
Po dvou albech s Martinem Ledvinou se pro svou třetí řadovou nahrávku rozhodla změnit producenta. Desku Break připravila ve spolupráci s Dušanem Neuwerthem, který je oproti Ledvinovi více zaměřen na elektronickou hudbu. Společně se na ní pokusili přijít s moderním zvukem, inspirovaným soudobými trendy v pop music, což ocenili hudební kritici ve svých recenzích. Autorsky i aranžérsky se na albu podílel také zpěvák Marcel Procházka. Právě duet s ním Hard To Believe vyšel na jaře 2016 jako první singl.
Deska Break následovala v květnu 2017, druhým singlem z ní se stala skladba Pull Me Out, kterou napsal písničkář Jakub Ondra. Autorsky se opět zapojila Jana Kirschner, která pro Debbi složila dvě písně.
Na podzim 2017 zpěvačka absolvovala vánoční turné se skupinou Jelen po velkých sálech v České republice, včetně pražského Fora Karlín. Nový repertoár se svou obměněnou kapelou zde představila naživo.
V Cenách Anděl za rok 2017 Debbi zásluhou alba Break zvítězila v kategorii Sólová interpretka roku.

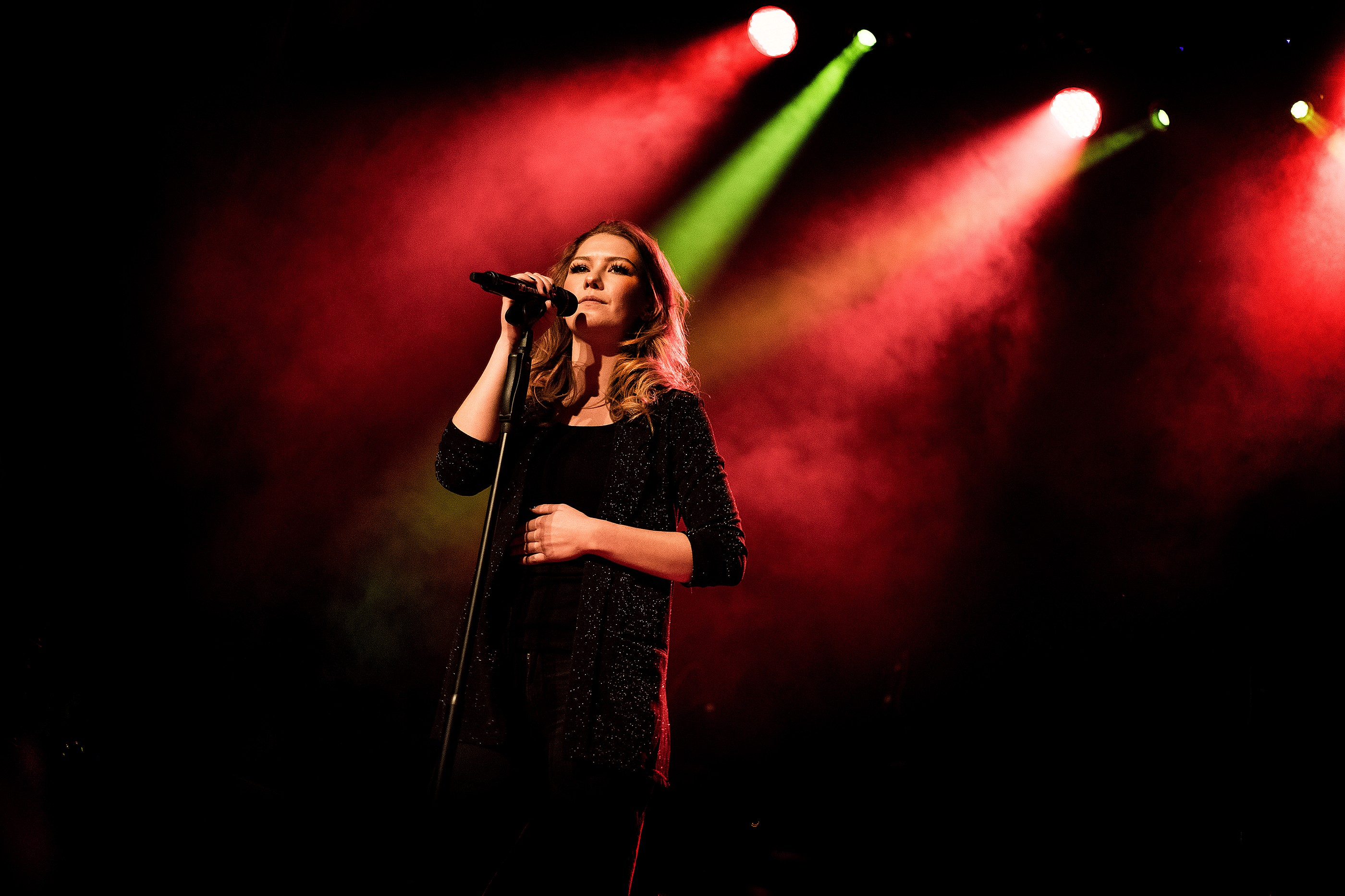
Debbi při vystoupení v pražském Paláci Akropolis.

### Eurovize a další působení
V lednu 2018 se skladba High On Love v její interpretaci objevila v nejužším výběru národního kola písňové soutěže Eurovision Song Contest. Obsadila v něm druhé místo hned za písní Lie To Me od Mikolase Josefa, která postoupila do celoevropského finále.
V dubnu téhož roku vyšel duet se skupinou Jelen s názvem Mars a Venuše, ve kterém po dlouhé době zpívá česky. Videoklip nasbíral přes jeden milion přehrání na serveru YouTube.
Na podzim 2018 se zúčastnila projektu Za 100 let k příležitosti oslav sta let od založení Československa, což obnášelo nahrání stejnojmenné písně společně s dalšími předními tuzemskými interprety. Výsledná skladba se krátce po vydání vyšvihla na čelo české rádiové hitparády Top 50 Cz/Sk.
Rok 2018 zakončila koncertem s Davidem Stypkou v pražském Paláci Akropolis. Jednalo se o vystoupení úřadujících držitelů Cen Anděl v ženské i mužské kategorii.
V dubnu 2019 vydala nový singl Lighthouse, který pro ni napsal Hynek Tomen ze skupiny Support Lesbiens. V rádiích se dostal mezi deset nejhranějších domácích songů, nejvýše na.

## Diskografie

### Studiová alba

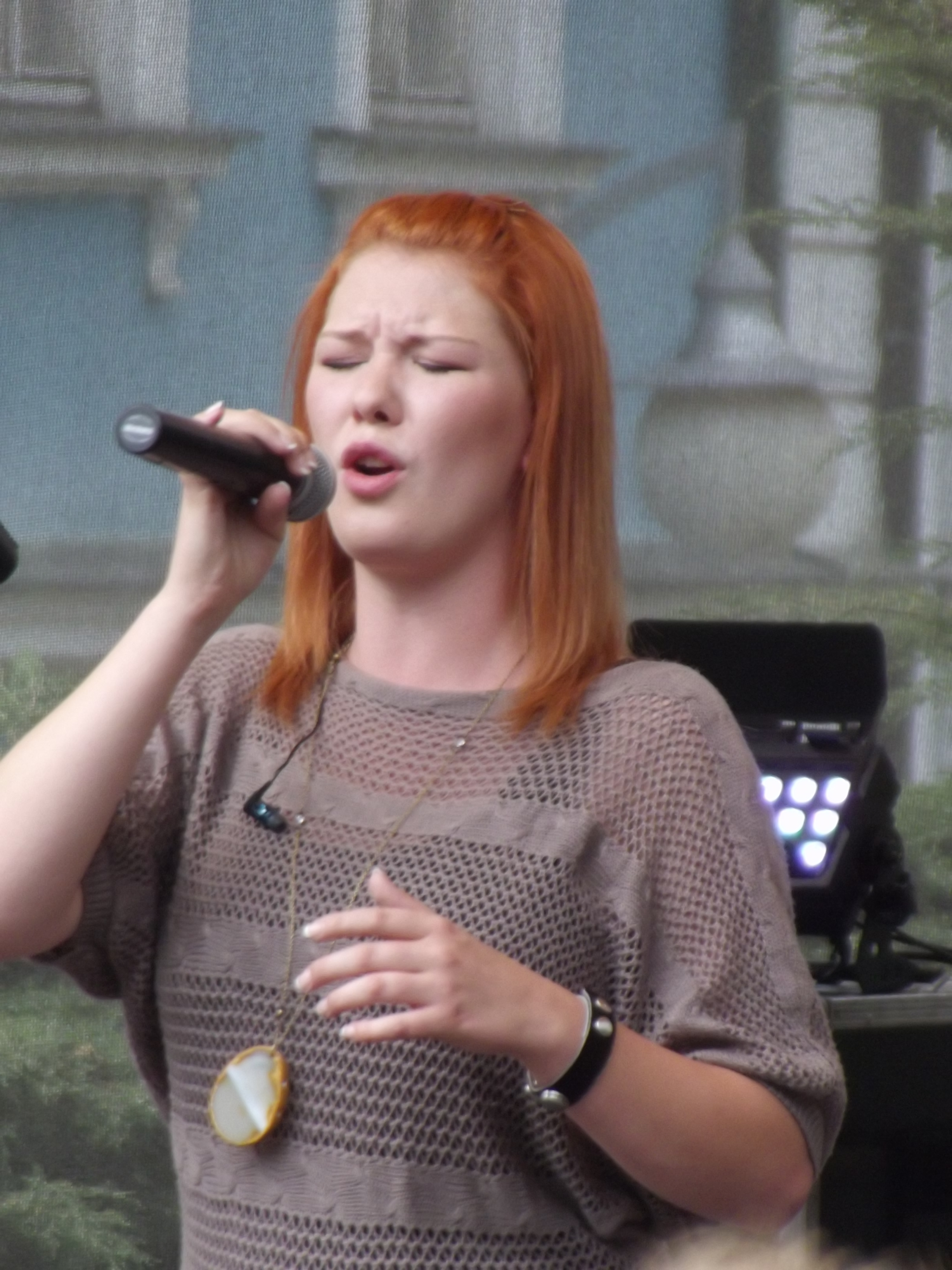
Debbi zpívá v Teplicích (květen 2012).

- 2011 – Touch the Sun
- 2013 – Love, Logic & Will
- 2017 – Break

### Koncertní alba
- 2013 – G2 Acoustic Stage

### Singly
- 2010 - Možná se mi zdáš (ČNS IFPI #28)
- 2011 – Touch the sun  (ČNS IFPI #4)
- 2011 – La la  (ČNS IFPI #8)
- 2012 – Ležím v tvé blízkosti  (feat. Lipo) (ČNS IFPI #5)
- 2012 – By My Side  (ČNS IFPI #30)
- 2013 – You Take Me
- 2016 – Hard to Believe
- 2017 – Pull Me Out
- 2019 – Lighthouse
- 2022 – V dobrým i zlým
- 2023 – Sunshine